# Гувелякен, Вильгельм Вильгельмович
Вильге́льм Вильге́льмович Гувеля́кен (нем. Wilhelm Guveliaken; 22 05 [3 июня] 1857, Архангельск — 16 сентября 1930 года, Гамбург) — архангельский городской голова в 1895—1903 и в 1914—1917 годах, временный архангельский губернатор при Временном правительстве (с 6 марта по 24 апреля 1917 года).
Известный лесопромышленник, купец 1-й гильдии, потомственный почётный гражданин.

## Биография
Вильгельм Гувелякен родился в Архангельске в семье обрусевших немцев.
Являлся директором-распорядителем и совладельцем Товарищества Кемских лесопильных заводов, торгового дома «Сурков и Шергольд» (1881—1905), Северного лесопромышленного товарищества «Сурков и Шергольд» (1905—1914), а с 1914 года — совладельцем Лесопромышленного акционерного общества «Норд» (основано в 1901 году). Был купцом 1-й гильдии, имел звание потомственного почётного гражданина.
Занимал ряд общественных постов: с 1890 года избирался гласным Архангельской городской думы, почётным мировым судьёй Архангельской губернии, председателем Архангельского биржевого комитета, Архангельского сиротского суда (с 1892 года), попечительного совета Архангельского торгово-мореходного училища, командором Архангельского речного яхт-клуба. 
9 августа 1895 года был избран архангельским городским головой и занимал эту должность в течение двух сроков, до 23 декабря 1903 года. В 1914 году был вновь избран главой городского самоуправления и оставался на посту до 1917 года.
После Февральской революции руководители Архангельской губернии в лице губернатора Сергея Дмитриевича Бибикова и главноначальствующий Архангельска и водного района Белого моря вице-адмирал Людвиг Бернгардович Кербер покинули губернию, оставив регион практически без управления. Поэтому 6 марта 1917 года Временное правительство направило из Петрограда телеграмму, в которой сообщалось о передаче управления губернией архангельскому городскому голове Вильгельму Гувелякену. Однако сам Вильгельм Вильгельмович, сославшись на свой преклонный возраст и загруженность городскими делами, уже через полтора месяца, 24 апреля передал полномочия бывшему управляющему государственными имуществами губернии Н. И. Беляеву
После установления Советской власти покинул родную губернию и страну. С 1920 года находился в эмиграции. Скончался 16 сентября 1930 года в Гамбурге.

## Награды
- Орден Святой Анны 3-й степени — за заслуги, оказанные по ведомству Министерства финансов
- Орден Святого Станислава 2-й степени
- Золотые медали для ношения на шее на Аннинской ленте и «За усердие» на Станиславской ленте
- Высочайшая благодарность (май 1896 год) — за особые труды в должности городского головы
- В 1895 году Вильгельм Гувелякен возглавлял делегацию города на коронации Николая II, за что ему была пожалована коронационная большая серебряная медаль по случаю принесения поздравлений в составе делегации от Архангельского комитета торговли и мануфактур.